# Wilbur Cush
Wilbur W. Cush (ur. 10 czerwca 1928 w Lurgan, zm. 28 lipca 1981 tamże) – północnoirlandzki piłkarz występujący na pozycji pomocnika.

## Kariera klubowa
Cush karierę rozpoczynał w 1947 roku w Glenavonie. Z zespołem tym zdobył dwa mistrzostwa Irlandii Północnej (1952, 1957) oraz Puchar Irlandii Północnej (1957). W 1957 roku przeszedł do angielskiego Leeds United. Występował tam przez trzy lata, a potem odszedł do północnoirlandzkiego Portadown. W 1967 roku powrócił zaś do Glenavonu, gdzie w 1968 roku zakończył karierę.

## Kariera reprezentacyjna
W reprezentacji Irlandii Północnej Cush zadebiutował 7 października 1950 w przegranym 1:4 pojedynku British Home Championship z Anglią. 4 grudnia 1957 w zremisowanym 2:2 towarzyskim spotkaniu z Włochami strzelił dwa gole, które były jego pierwszymi w reprezentacji.
W 1958 roku został powołany do kadry na mistrzostwa świata. Zagrał na nich w meczach z Czechosłowacją (1:0), Argentyną (1:3), RFN (2:2), Czechosłowacją (2:1) oraz Francją (0:4). Z tamtego turnieju Irlandia Północna odpadła w ćwierćfinale.
W latach 1950–1961 w drużynie narodowej Cush rozegrał 26 spotkań i zdobył 7 bramek.